# Горяйново (Сафоновський район)
Горяйново (рос. Горяйново)  — присілок Сафоновського району Смоленської області Росії. Входить до складу Прудківського сільського поселення.
Населення —  5 осіб (2007 рік). 